# Frontera verde (serie)
Frontera Verde es una miniserie colombiana policial de suspenso, creada por Diego Ramírez Schrempp, Mauricio Leiva-Cock y Jenny Ceballos, que se estrenó en Netflix el 16 de agosto de 2019. La serie sigue una investigación policíaca en la Amazonia colombiana que pronto termina descubriendo un misterio sobrenatural.

## Sinopsis
En lo profundo del Amazonas, en la frontera entre Brasil y Colombia, una joven detective, Helena, y su compañero, un policía indígena llamado Reynaldo, investigan una serie de misteriosos asesinatos. Pronto se vuelve evidente que los homicidios no son el único misterio dentro de esta selva cuando descubren el cadáver de una mujer que no muestra signos de envejecimiento a pesar de ser reconocida como una persona desaparecida varias décadas atrás. Simultáneamente, la serie sigue la historia de Yua y Ushë, dos indígenas que son conocidos como “Los Eternos”, y su batalla contra un europeo, Joseph, quien cree que los indígenas esconden un secreto increíble.

## Elenco
| - Juana del Río como Helena Poveda - Nelson Camayo como Reynaldo Bueno - Ángela Cano como Ushë - Miguel Dionisio Ramos como Yua - Bruno Clairefond como Joseph | - Andrés Crespo como Efraín Márquez - Marcela Mar como Raquel - Mónica Lopera como Aura - Andrés Castañeda como Iván Uribe | - John Narváez - Edwin Morales - Karla López - Antonio Bolívar como Wilson Nai |

## Producción

### Desarrollo
El 22 de noviembre de 2017, se anunció que Netflix había dado a la producción un pedido en serie para una primera temporada que consta de ocho episodios. La serie está creada por Diego Ramírez Schrempp, Mauricio Leiva-Cock y Jenny Ceballos y producida por Schrempp, Ciro Guerra, Andrés Calderón, Jorge Dorado y Cristian Conti. Frontera verde se basa en una idea original de Diego Ramírez Schrempp y Jenny Ceballos de Dynamo. La serie fue dirigida por Ciro Guerra, Laura Mora Ortega y Jacques Toulemonde Vidal y escrita por Mauricio Leiva-Cock, Antón Goenechea, Camila Brugrés, Gibrán Portela, Javier Peñalosa, María Camila Arias, Natalia Santa y Nicolás Serrano. Las compañía de producción de la serie fue Dynamo Producciones.

### Filmación
El rodaje de la primera temporada se realizó el 2018 en la locación en Leticia, Amazonas, Colombia.

### Estreno
El 29 de julio de 2019, se lanzó el teaser oficial de la miniserie. El 5 de agosto de 2019, Netflix lanzó el avance oficial de la producción.

## Premios y nominaciones

### Premios India Catalina
| Año  | Categoría                         | Nominado(a)              | Resultado |
| ---- | --------------------------------- | ------------------------ | --------- |
| 2020 | Mejor telenovela o serie          | Mejor telenovela o serie | Pendiente |
| 2020 | Actriz o actor revelación del año | Ángela Cano              | Pendiente |
| 2020 | Mejor fotógrafo                   | Paulo Pérez              | Pendiente |